# Allophryne
Allophryne là một chi động vật lưỡng cư trong bộ Anura. Chúng là thành viên duy nhất của họ Allophrynidae.

## Phân loại học
Chi này có 2 loài và không bị đe dọa tuyệt chủng.
- Allophryne ruthveni Gaige, 1926
- Allophryne resplendens Castroviejo-Fisher, Pérez-Peña, Padial & Guaysamin, 2012